# Espaço de Baire
Em matemática, sobretudo na análise funcional, um espaço de Baire é um conjunto de segunda categoria em si mesmo. O teorema da categoria de Baire afirma que são espaços de Baire:
- Todo  espaço métrico completo não vazio.
- Todo espaço localmente compacto Hausdorff não vazio.

## Propriedades
- Em um espaço de Baire, a interseção enumerável de conjuntos abertos densos é um conjunto denso.
- Em um espaço de Baire, a união enumerável de conjuntos fechados nunca densos tem interior vazio.